# スパロウズホテル
『スパロウズホテル』（SPARROW'S HOTEL）は、山東ユカによる日本の4コマ漫画作品。『まんがくらぶオリジナル』（竹書房）2005年10月号、『まんがライフ』（同社）2006年7月号・2008年7月号の3回のゲストを経て、2008年12月号より『まんがライフ』誌上で2022年9月号まで連載。同誌の休刊後は『まんがライフオリジナル』同年9月号より移籍して連載されている。隔月刊（当初は季刊）増刊号『まんがライフSTORIA』にも毎号掲載されており、こちらは『スパロウズホテル ANNEX（アネックス）』のタイトルで単行本化されている。5分枠の短編アニメとしてテレビアニメが2013年4月から6月まで放送された。
実在の繁華街をモデルにした夜の繁華街の真ん中にあるビジネスホテル「スパロウズホテル」（日本語訳で「雀のお宿」の意）。そこで働く武闘派フロント係、佐藤小百合の活躍を描くコメディー。話数カウントは「HOTEL:○」。本作品は最初の読み切りが掲載されてから連載になるまで約3年かかっているが、これは単行本での作者のあとがきによれば、以前にも一度連載化の話があったが、その前日に『ヤングキング』（少年画報社）で『カテゴリ・テリトリ』の連載が決まっていたため見送りとなり、次の連載化まで時間がかかったことが原因とのことである。
執筆のきっかけは、ビジネスホテルに勤務する作者の友人が仕事の辛さを楽しそうに話していたことが印象的で、「ネタになるのでは」という思いつきからであったとのこと。

## 登場人物
各人物の苗字は調味料が由来となっている。ただし、酒井の同僚の二人の名字は酒の銘柄が由来。
佐藤 小百合
声 - 茅原実里
「スパロウズホテル」新人フロント係兼用心棒。特技は暗殺と巨乳。モデルの様な高身長と愛らしい笑顔とは裏腹に高い身体能力を持ち、トラブルを起こす人達を秒殺で倒す。
以前の「戦歴」は本人曰く「守秘義務があって言えない」が、時々アレとかコレとかそれらしいことを口を滑らせることがある。
なお、ホテルマンとしてはまだまだ未熟で、挨拶でさえ間違えたり舌を噛むほど。
塩川 環
声 - 長嶋はるか
主任、フロント係。ホテル内外のトラブル（特に兄関係）で気苦労が絶えない。
中学生かそれ以下の幼さに見える容姿で、夜の繁華街を通勤時には身分証明が必須。
ホテルマンとしては優秀だが、微妙に非常識かつ腹黒いところがある。
御園 一
声 - 岸尾だいすけ
フロント係（深夜シフト）、大学生。ツッコミ担当。
一見常識人だが、大学の飲み会やゼミ旅行には「呼ばれない」、ホワイトデーには「何もない」、同じゼミ生が客として来ても「気づかれない」など、私生活に問題がある、というより問題がなさ過ぎる。環、小百合、古城、市見の「女子会」(飲み会や海水浴)に参加していることが多い。
なお、四人兄妹(一・二葉/双葉・三姫・四乃)のよき長兄でもある。
塩川の兄
声 - 小野大輔
「スパロウズホテル」営業部長。環の兄。
有能な人物だが、「身内でなければストーカー」な、重度のシスコンで、公私混同が激しい。環からは本気で嫌われているが、本人に自覚はまったくない。
古城 ゆう
声 - 結城飛鳥
「スパロウズホテル」の覆面調査員だが、思ったことを何でも口に出してしまう癖がある。後に営業に異動して塩川の補佐となるが、そのシスコンぶりに関してはさすがに口に出せない。花粉症持ちであることが13巻で判明。
酒井
声 - 森嶋秀太
小百合に思いを伝えたいスパロウズホテルの常連客。小百合に会うためなら、皆が嫌がる連休中の出張や自腹を切っての宿泊も辞さない。彼の勤務する会社名が「㈱バンブーエンジニアリング」であることが、10巻P13のタイトルで判明した。ただし、業種・業務内容は不明。
ビリー・ザ・XO
声 - 小山剛志
さすらいの建築職人。ホテル改装時にその腕を見せつけ、拳の一撃で取り壊しを行う剛力ぶりを見せる。小百合とは妙に話が会い、「通じ合うもの」があるらしく、会うたびに拳で語り合う。
市見 愛理
ツアー会社の女性添乗員。環とは学生時代からのつきあい。
ツアーの定宿としてスパロウズを利用している。環とは職業も容姿も異なるが、微妙な腹黒さは共通している。
塩川兄とのつきあいも別な意味で長く、「環にまとわりつく毒婦」として理不尽にも完全に敵と認定されている。
　7巻で環の弁により判明したが、海なし県出身。
臼田 めぐみ
「スパロウズホテル」企画部に所属。営業部長である環の兄に片想いしていて「私の王子様です」と呼び、妹である環をドン引きさせていた。片想い相手である環の兄のことで動揺すると周囲が見えにくくなり、何かしらケガをするドジっ子気質有り。
社内での評判はとても良く、周囲の評価は「人当たり良く頑張り屋。社内で彼女のことを悪く言う人はほぼいない、よく出来た人。」
だが環曰く「素敵女子の見本。まともでいい人そう。でも、兄貴を王子様とか言ってる時点で見る目ない。不憫な人。報われなさそうな人」。
古城の弁にも「臼田さんの悪いとこと言えば男を見る目が全くないってことだけ」とあるが、臼田の想いが報われないであろう片想い相手の兄を持つ環にとって十分頭痛の種になっている。
尾根賀 ひかる
環の同期社員。「環ちゃん」「びねちゃん」と親しく呼び合う程の仲良し。最初の配属先が環達の所属する西鉄福岡（天神）駅近郊のホテルだった。
性格はのんびりおっとりしなやかで、勤務中に客からのナンパをかわす等の面倒事を避けるのが上手。ただし、それはただ極度に面倒くさがりの性質であるが故で、最初の配属先だった環達の職場に勤務していたころは「家に帰るの面倒臭い」と言って自宅に帰宅しようとしなかった。「自分の家にいるよりここ｛スパロウズホテル西鉄福岡（天神）駅近郊支店｝で長く過ごした」とのこと。
最初に配属されて勤めていたころ、「一時期住み着くレベルでシフトに入って、その時から給湯室をキッチンに変えた」という人物。そのため、環達の勤務先のホテルの給湯室内には彼女の残した家電（炊飯器等）が未だに置いてある。
小百合が入社する前の、環の過去の性格を知る数少ない人物。その理由は、環や尾根賀の同期は辞めた人間が多かったためで、二人の同期はほぼ居ないとのこと。
美鈴（みりん）社長
環のホテルグループが契約している統合警備サービス会社の女社長。
9巻から登場。始めは環達の勤務先のホテルに短期バイトで「潮 反人（うしお そると）」という偽名を用い変装(?)して勤務していた（環曰く「変装っていうか原子レベルで人が違いすぎる」）。だが、その時小百合が彼の気配を感じ取れないことで擬態だと見破られ、実際の姿を明かす。その正体は、以前小百合が故郷の里で修行していた時代の教官。名前の「美鈴」が名字なのか名前なのか、そして年齢までも（小百合曰く「里の生きる伝説。子供のころからのヒーロー」とのこと）が謎な女性。小百合が唯一苦手にしている人物とも言える。外見年齢は小百合とほぼ変わらない位の若くナイスバディな美女。だが、麿眉にロングの白髪、時代劇に出てくるような武家の奥方みたいな話し言葉から、かなりの年数を経過していて登場人物の中では最年長と呼んでも良いと思われる程の年上の可能性あり。
霧島（きりしま）
酒井の同僚。部署が同じかどうかは不明だが、彼と同じく「㈱バンブーエンジニアリング」に勤務する社員。酒井の片想い恋愛の迷走っぷりに、引きながらも友人として応援はしている。が、最近はもう一人の同僚女子：白鶴と言うまた別種類の恋愛迷走組が加わったため、「二人同時は受け止めきれねえ」とさらに引く日々。名字の由来は九州：宮崎県都城市の焼酎の銘柄「霧島」、またその会社名「霧島酒造」から。酒井と共に2巻からランダムに登場しているが、名字だけだが名前が判明したのは彼らの勤務先名と同じく10巻になってから。それも酒井が世間話の話題のついでとして霧島ら同僚二人の下の名前を質問したことが発端だった。
白鶴（しらつる）
霧島と同じく、酒井の同僚。霧島共々部署が同じかどうかは不明だが、彼らと共に「㈱バンブーエンジニアリング」に勤務する女子社員。彼女も酒井の片想い恋愛の迷走っぷりに、引きながらも霧島とは違う意味で生温く（時には独特のツッコミ・毒・おふざけ・イジリ入れをしながら）見守っている。実は昔はBL好きで同人誌を作ったこともある筋金入りのヲタ女子。登場回数が増える毎に、発言の端々にその片鱗が見え隠れしている。以前は酒井の恋愛迷走ぶりをただ単に面白がっていただけだった。だが、酒井があまりにも頻繁にスパロウズホテルに通い宿泊することや、話題の中心として登場する、酒井が片想いする小百合の存在に興味を持ち、彼の出張にアシスタントが必要なタイミングだった時に乗っかって強引に彼に同伴した。そしてスパロウズへ行った際に、観察目的対象だった勤務する従業員である小百合は元より御園や環、環の兄達にヲタ心を刺激されまくり、とどめに偶然会ったスパロウズの特殊枠の常連客：ビリー氏に一目惚れしてしまう。そしてそれ以来、ビリー氏に恋い焦がれる日々を送っている。ただしどうやら、白鶴のビリー氏へのそれは「アイドルを見て恋に落ち、ファンになる心理」と言う種類の物と同じらしい。（スパロウズに宿泊旅行に行く度にアイドルコンサートに持ち込まれるような手製の団扇や、手縫いのビリー氏人形を山のように量産している所からそのように思考が読み取れる。）登場自体は4巻からランダムに出ているが、勤務先名と共にもう一人の同僚：霧島と同じく名字だけだが名前が判明したのは10巻になってから。酒井、霧島と同様にフルネームは不明。特にその件に関しては下の名前を知らないからと酒井から質問を受けた際、彼女自身が彼に対して「気にしなくていい。そこまで仲良くないし」と切り捨てている。名字の由来は関西：兵庫県神戸市東灘区の銘酒の銘柄「白鶴（はくつる）」、またその会社名「白鶴酒造」から。

## テレビアニメ
2013年4月から6月までAT-X、KBS京都、テレ玉ほかにて、5分枠の短編アニメで放送された。
AT-Xでは実写番組『スパロウズホテル ご利用の前に』も放送。出演は茅原実里と長嶋はるか、ナレーターは池上真彦。DVD完全版に特典として収録。
KBS京都とテレ玉では放送後に前番組『ちょぼらうにょぽみ劇場 あいまいみー』から引き続き、『しばいぬ子さん情報コーナー』を放送。
2013年4月16日には、公式サイトで第1話の作画崩壊を謝罪すると共に、DVD（2014年5月2日発売）では全話のキャラクターデザイン・作画を一新したディレクターズエディションで発売することや、全話とも無料配信で視聴できるようにしたことを発表。ただしその後、作画崩壊についての発表部分は公式サイトから削除されている。なおDVDではTV未放送の新作1話が追加される。
第7話からはスタッフが一新され、『ちょぼらうにょぽみ劇場 あいまいみー』と同様にいまざきいつきが多くの作業を担当している。
なおAT-Xでは第1話からリニューアルした作品を2014年1月より放映。

### スタッフ
共通
- 原作 - 山東ユカ「スパロウズホテル」竹書房刊（まんがライフ連載中）
- 音響監督 - 大室正勝
- 音響効果 - 風間結花
- 音響制作 - ダックスプロダクション
- 制作プロダクション - ドリームクリエイション
- アニメーション制作 - HOTLINE
- 製作著作 - 武闘派フロント係

SEASON1（第1話 - 第6話）
- 監督 - 中村哲治
- キャラクターデザイン - 草刈大介

SEASON2（第7話 - 第12話）
- 監督・脚本・キャラクターデザイン・絵コンテ・演出・作画 - いまざきいつき
- 美術監督 - 太田香
- 撮影監督 - 堀川和人
- 色彩設計 - 有尾由紀子
- 編集 - 堀川和人、いまざきいつき
- 制作協力 - セブン

### 主題歌
「Welcome to Sparrow's Hotel」
佐藤小百合（茅原実里）&塩川環（長嶋はるか）による主題歌。SEASON1はオープニングテーマ、SEASON2はエンディングテーマとしてそれぞれ使用された。作詞はkato.yoshihal（Electro.muster）、作曲・編曲はTaishi（Electro.muster）。

### 各話リスト
| 話数            | サブタイトル                         | しばいぬ子さんの情報コーナー                              |
| SEASON1         | SEASON1                              | SEASON1                                                   |
| --------------- | ------------------------------------ | --------------------------------------------------------- |
| 第1話           | 無敵のフロントレディー               | 『ちょぼらうにょぽみ劇場 あいまいみー』DVD                |
| 第2話           | 巨乳と暗殺                           | 『お兄ちゃんだけど愛さえあれば関係ないよねっ』Blu-ray&DVD |
| 第3話           | お花見サイコー!                      | 『シャイニング・ハーツ 〜幸せのパン〜』Blu-ray&DVD        |
| 第4話           | 古城S参上                            | 『ちとせげっちゅ!!プレミアム文化祭』DVD                   |
| 第5話           | ゴールデンなWeek!                    | 『ラブライブ!』Blu-ray第3巻                               |
| 第6話           | 背と腹は・・太りやすい               | ねんどろいど モノクマ                                     |
| SEASON2         |                                      |                                                           |
| 第7話           | 新スパロウズホテルはじめました       | 『D.C.III 〜ダ・カーポIII〜』Blu-ray&DVD                  |
| 第8話           | 潜入者、再来。                       | 『あばれはっちゃくシリーズ』DVD-BOX                       |
| 第9話           | コミックイベントは突然に             | CD『ファイヤーレオンの歌』                                |
| 第10話          | 嵐吹く日に                           | 書籍『前田建設ファンタジー営業部』                        |
| 第11話          | 佐藤さんはお休みです                 | 『八犬伝―東方八犬異聞―』Blu-ray&DVD                       |
| 第12話          | 星に願いを                           | 新番組『リコーダーとランドセル ミ☆』                      |
| 第13話 (未放送) | 夏だ!海だよ!水着回!! ビ○―もあるよっ☆ |                                                           |

### 放送局
| 放送地域 | 放送局             | 放送期間                | 放送日時           | 放送系列         | 備考                |
| -------- | ------------------ | ----------------------- | ------------------ | ---------------- | ------------------- |
| 日本全域 | AT-X               | 2013年4月9日 - 6月25日  | 火曜 20:25 - 20:30 | アニメ専門CS放送 | リピート放送あり    |
| 京都府   | KBS京都            | 2013年4月9日 - 6月25日  | 火曜 25:30 - 25:35 | 独立局           |                     |
| 埼玉県   | テレ玉             | 2013年4月11日 - 6月27日 | 木曜 25:00 - 25:05 | 独立局           |                     |
| 日本全域 | バンダイチャンネル | 2013年4月12日 - 6月28日 | 金曜 12:00 更新    | ネット配信       | 最新話1週間無料配信 |

## 書誌情報
- 山東ユカ『スパロウズホテル』 竹書房〈バンブーコミックス〉、既刊15巻（2025年1月17日現在）
  1. 2010年5月27日発売、ISBN 978-4-8124-7277-4
  2. 2010年10月27日発売、ISBN 978-4-8124-7675-8
    - 特装版（描き下ろし3Dマウスパッド付）、ISBN 978-4-8124-7611-6

  3. 2013年4月17日発売、ISBN 978-4-8124-8147-9
  4. 2014年3月27日発売、ISBN 978-4-8124-8538-5
  5. 2015年11月27日発売、ISBN 978-4-8019-5405-2
  6. 2017年6月27日発売、ISBN 978-4-8019-5971-2
  7. 2018年7月27日発売、ISBN 978-4-8019-6330-6
  8. 2018年12月27日発売、ISBN 978-4-8019-6479-2
  9. 2020年5月27日発売、ISBN 978-4-8019-6947-6
  10. 2021年1月27日発売、ISBN 978-4-8019-7193-6
  11. 2021年7月27日発売、ISBN 978-4-8019-7382-4
  12. 2022年6月27日発売、ISBN 978-4-8019-7658-0
  13. 2023年3月16日発売、ISBN 978-4-8019-7991-8
  14. 2024年3月15日発売、ISBN 978-4-8019-8275-8
  15. 2025年1月17日発売、ISBN 978-4-8019-8553-7
- 山東ユカ『スパロウズホテル ANNEX』 竹書房〈バンブーコミックス〉、既刊1巻（2015年3月7日現在）
  1. 2015年3月7日発売、ISBN 978-4-8019-5205-8